# Greenspond
Greenspond är en ort i Kanada.   Den ligger i provinsen Newfoundland och Labrador, i den östra delen av landet, 1 700 km öster om huvudstaden Ottawa. Antalet invånare är 305.
Terrängen runt Greenspond är platt. Havet är nära Greenspond åt sydost. Trakten är glest befolkad. Närmaste större samhälle är New-Wes-Valley, 9,2 km norr om Greenspond. 